# Bandstaartsjakohoen
De bandstaartsjakohoen (Penelope argyrotis) is een vogel in de familie Cracidae.

## Verspreiding en leefgebied
De soort leeft in Colombia en Venezuela en telt 2 ondersoorten:
- P. a. colombiana: Santa Martagebergte (noordelijk Colombia).
- P. a. argyrotis: noordelijk Colombia, noordelijk en westelijk Venezuela.